# Chotarz
Chotarz – część wsi Kościelisko w Polsce w województwie małopolskim, w powiecie tatrzańskim, w gminie Kościelisko. Wzmiankowany w 1676 roku jako łąka Hotarz, która z nadania króla Jana III Sobieskiego znajdowała się w rękach sołtysów Podczerwińskich z Podczerwonego. 
W latach 1975–1998 Chotarz administracyjnie należał do województwa nowosądeckiego.
Nazwa pochodzi zapewne od apelatywu chotar, oznaczającego w gwarach góralskich z Podtatrza duży obszar łąk (pól) należących do jednego właściciela lub wręcz cały obszar gruntów użytkowych wsi. Jest on zapożyczeniem z języka słowackiego (chotár 'tereny należące do wsi (miasta), gmina katastralna' lub 'granica między terenami, należącymi do różnych jednostek administracyjnych').